# Puntal dels Llops
El Poblado ibérico del Puntal dels Llops es un asentamiento del siglo V a. C. ubicado en una de las estribaciones meridionales de la Sierra Calderona. Está situado en el término municipal de Olocau (Comunidad Valenciana, España), en la cumbre de un promontorio a 427 m sobre el nivel del mar y a más de 150 m sobre el llano, con amplia visibilidad sobre el territorio del Campo de Turia y el corredor del Barranco del Carraixet que da paso al norte.
El asentamiento ostenta una muralla y una torre que lo definen como una pequeña fortaleza de 960 metros cuadrados. Junto a otras similares formó parte del sistema defensivo y de vigilancia del territorio de la ciudad de Edeta (edetanos) y está considerado uno de los mejores ejemplos de atalaya de época ibérica. La estructura interna del poblado es sencilla y funcional: se trata de un conjunto de 17 habitaciones que se abren a una calle central que recorre longitudinalmente todo el asentamiento.

## Historia de la investigación
El Puntal del Llops ya fue catalogado a principios del siglo XX por el Servicio de Investigación Prehistórica (S.I.P.) como un despoblado eneolítico e ibérico. Fue excavado por Helena Bonet Rosado y Consuelo Mata Parreño entre los años 1978 y 1988, con el respaldo científico y la financiación del S.I.P. Durante estas intervenciones se documentó, además de los restos del poblado ibérico, un asentamiento previo de la Edad del Bronce.
En 1988 se emprendió un proyecto pionero en la Comunidad Valenciana consistente en la consolidación de las estructuras de mampostería de los departamentos, murallas y torre, bajo la dirección del Museo de Prehistoria de Valencia y la financiación del Ministerio de Cultura y la Conselleria de Cultura, Educación y Ciencia. Desde entonces el S.I.P. lleva a cabo anualmente labores de mantenimiento y limpieza de las estructuras y los accesos.

## El sistema defensivo

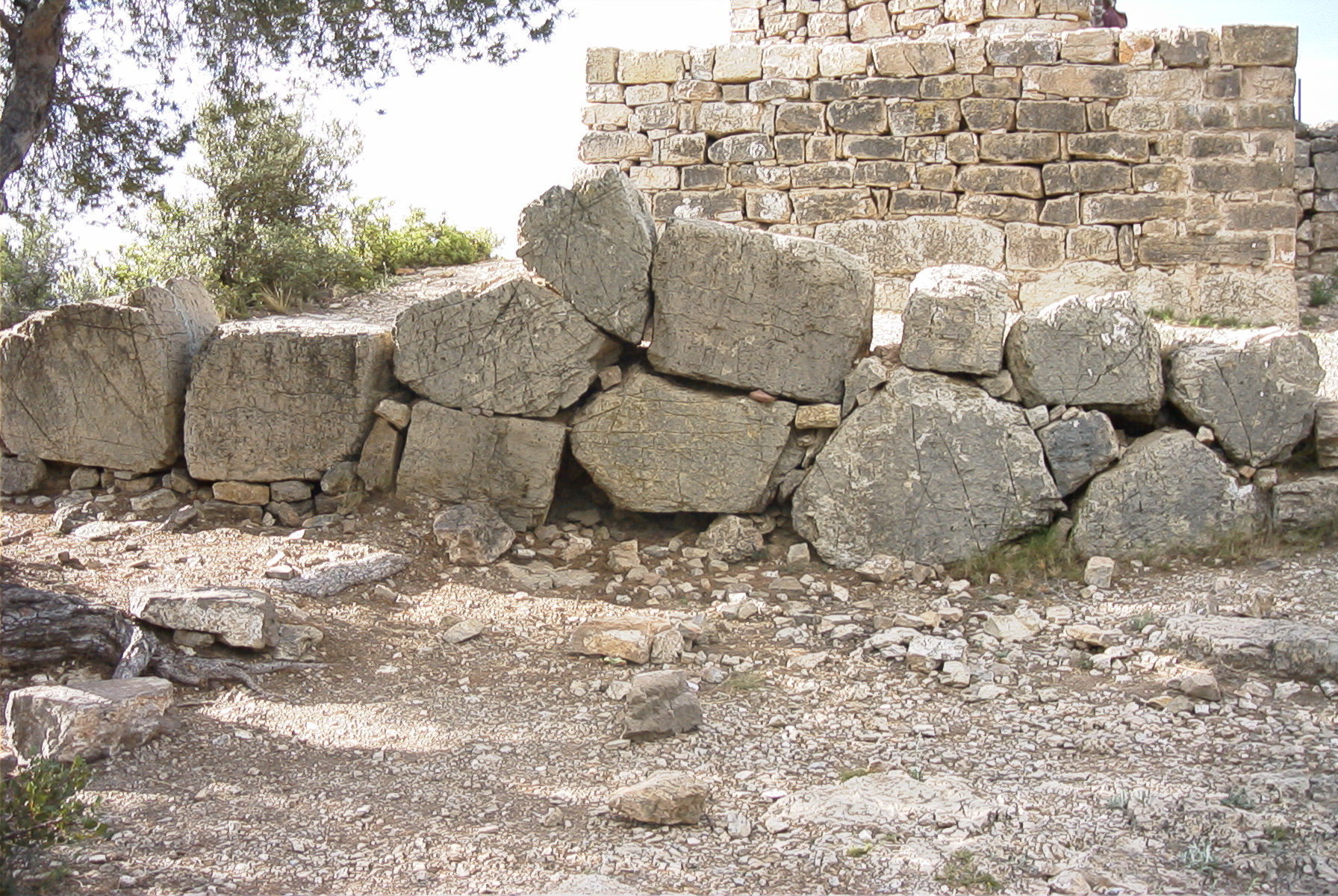
Paramento ciclópeo de la muralla exterior.

El poblado es fácilmente defendible por su ubicación, junto a un escarpe, y debido también a los recintos amurallados que lo circundan y a la torre, que ocupa la parte más elevada de la cima. Presenta una superposición de dos murallas. La muralla exterior, que defiende la entrada y delimita un espacio no habitado, está construida con grandes bloques de piedra en el pequeño tramo en que se conserva. La interior, de menos de un metro de anchura, delimitaba el área habitable. A ella se adosa una gran torre cuadrada de dos cuerpos superpuestos construidos con piedra trabada con tierra. Desde esta torre se controlan obviamente los accesos desde el norte, aunque su función principal es la de ser puesto de vigilancia y comunicación con otros fortines con los que forma un red de control y delimitación del territorio. La entrada al espacio habitado se realiza a través de un estrecho corredor en codo que discurre en ángulo recto entre la pared este de la torre y el escarpe de la montaña.

## El urbanismo y la distribución interna del fortín

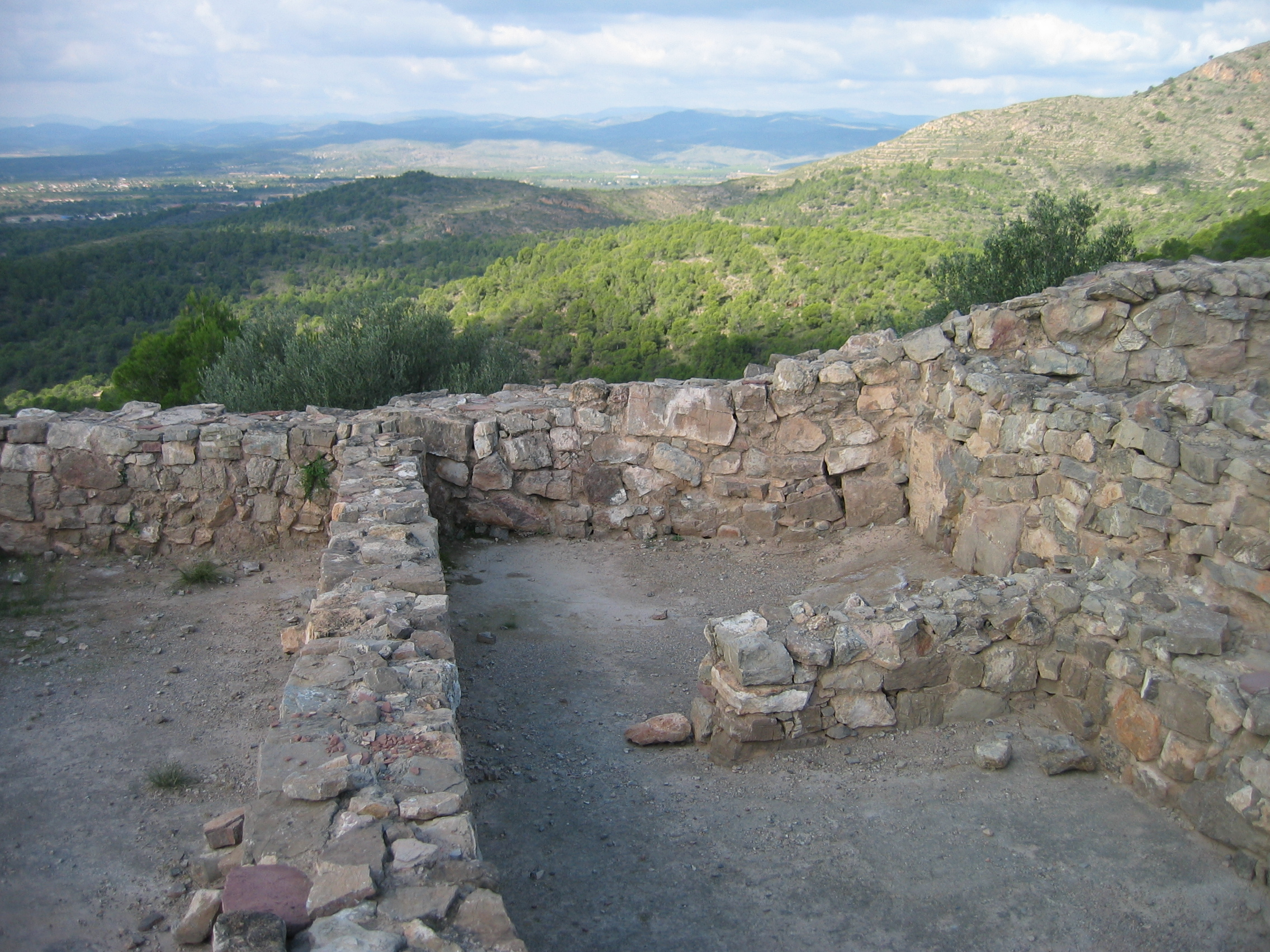
Vista del departamento número 3

Los elementos principales en la organización del asentamiento son la torre ya citada y la calle que atraviesa el yacimiento de norte a sur. Esta última es un espacio de tránsito, un corredor, que sirve como distribuidor de los espacios internos, aunque los objetos y los restos de hogares aquí hallados indican que fue también una zona en la que se realizaron actividades cotidianas. Los 17 departamentos en que se divide el poblado se distribuyen a ambos lados de ella y presentan unas dimensiones que oscilan entre 12 y 21 metros cuadrados, con grados de conservación diferente según las zonas. Los situados al oeste tienden a presentar una mayor amplitud y su suelo se halla entre 50 cm y 1 m por debajo del nivel de la calle, a diferencia de los del este, con suelos al mismo nivel que la calle.
Los departamentos estaban separados por muros medianeros y se dispusieron adosados a la fachada interior de la muralla. Los cimientos de mampuestos, hoy visibles, se completaban con alzados de adobe. Todas las paredes estaban enlucidas y encaladas. Los suelos eran de tierra apisonada o endurecida, aunque hubo esteras de esparto, como la hallada en el departamento 1. Los techos eran planos a modo de terraza, construidos con un entramado de vigas y rollizos de madera y una cubierta vegetal, de cañizo o romero, que sostenía una gruesa capa de tierra. Las escaleras de piedra conservadas y adosadas a algunas fachadas indican que existieron pisos elevados en los departamentos 1, 3, 8, 11 y 13.
Los departamentos tenían puertas de madera de un batiente que abrían hacia la calle. Se supone que algunas podrían tener cerraduras, también de madera, que no se han conservado pero que se conocen bien por las llaves de hierro encontradas. Estas llaves son similares a las utilizadas actualmente en pueblos de la serranía valenciana y en otras zonas mediterráneas.

## Los habitantes y sus actividades

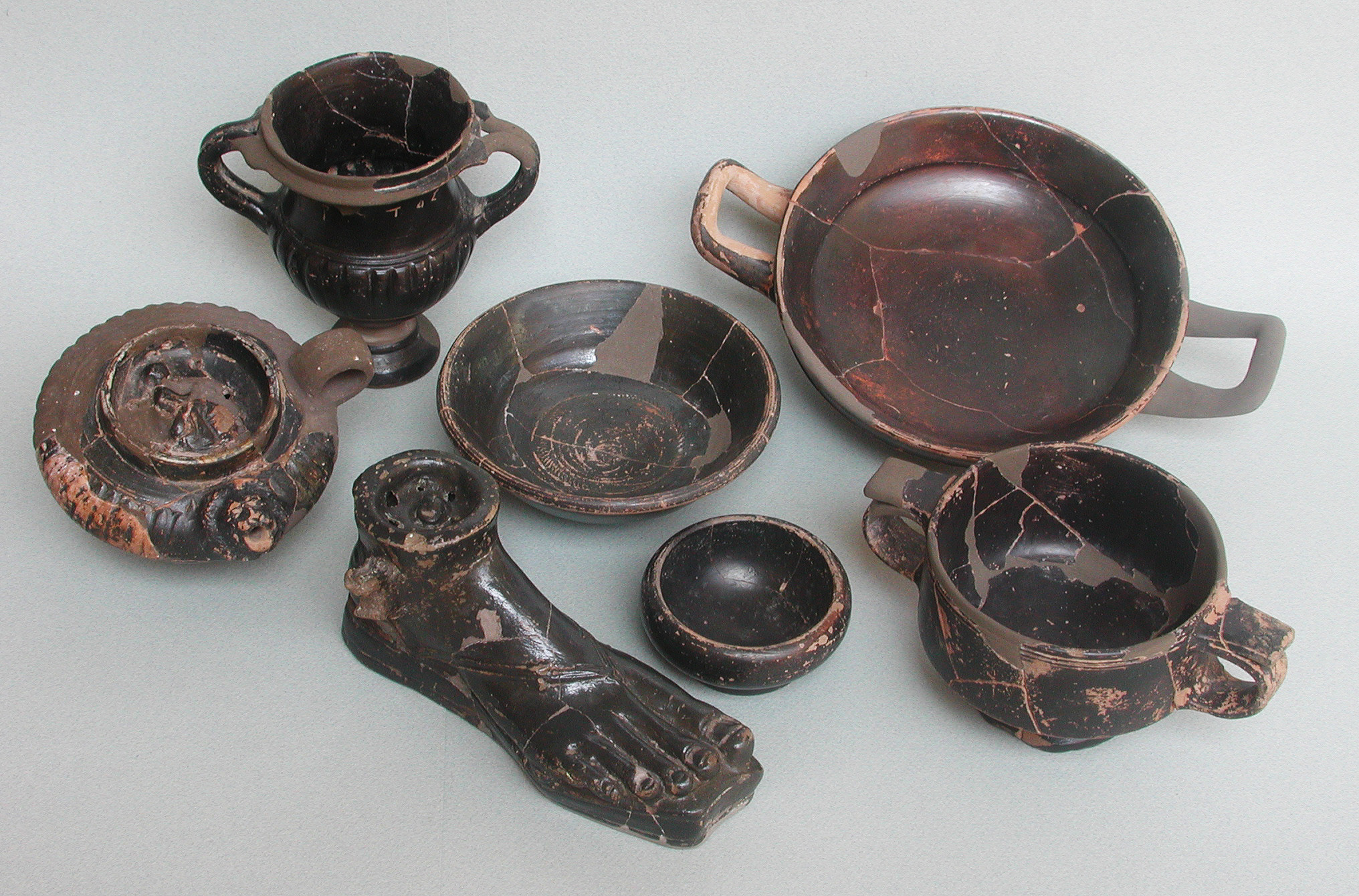
Conjunto de cerámica de importación de barniz negro del Puntal dels Llops.

El poblado fue residencia de un aristócrata militar ecuestre que formaba parte de la élite social edetana al que acompañan sus parientes y servidores. El equipo militar de este caballero fue hallado en el departamento 4. Se trata del ajuar de un jinete que comprende los arreos de un caballo: un bocado, acicates y pasarriendas, además de objetos de adorno personal como fíbulas, hebillas y botones, entre otros elementos.
El Puntal es, en conjunto, una gran unidad doméstica en la que vivieron unas 30 personas. Los departamentos no equivalen a casas entendidas como viviendas unifamiliares porque las unidades domésticas y las actividades cotidianas, culturales, artesanales y de almacenaje están organizadas entre varios de ellos de forma complementaria. Así, algunos son espacios residenciales pero otros no. Además, en todos ellos se llevaron a cabo actividades variadas que los convierten en espacios multifuncionales.
Algunos de los habitantes del poblado estaban dedicados a las labores de vigilancia y defensa propias de estos fortines, pero las labores agropecuarias, mineras y artesanales ocupaban gran parte de la jornada para toda la comunidad.
Las herramientas agrícolas (legones, podones, hoces, hachas y azuelas), las tinajas y ánforas destinadas al almacenamiento de productos agrarios y los molinos revelan la importancia de la agricultura basada en el cultivo de cereales, vid y árboles frutales (olivos, almendros e higueras). La abundancia de restos de cabras, ovejas y cerdos nos indica que la ganadería también era importante en la economía, bien para la obtención de carne, leche o productos derivados como cuero o lana. También abundan los restos de piezas de caza consumidas, principalmente ciervos. Otra fuente de carne fueron los bóvidos, si bien estos no se criaban específicamente para este fin, sino como bestias de tiro, sacrificándose al final de su vida útil.
La miel debió ser un recurso valorado por sus cualidades nutritivas y edulcorantes, y explotado en cierta medida como indican las colmenas halladas en varios de los departamentos, y posiblemente ubicadas sobre las cubiertas de las casas.

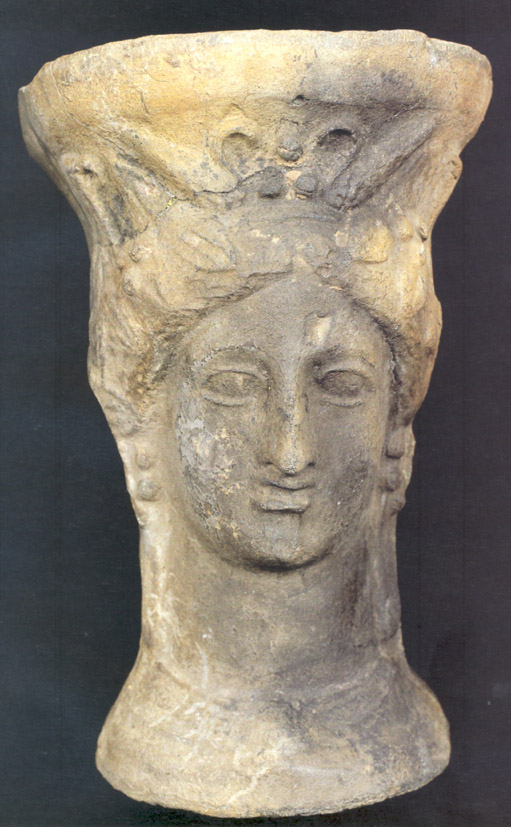
Pebetero con forma de cabeza de la diosa Deméter/Tanit. Puntal dels Llops.

Las concentraciones de cerámica de cocina y vajilla de mesa, los molinos y los hogares, y los hallazgos de quemaperfumes o figuras de terracota en algunos de los departamentos, revelan la existencia de actividades domésticas cotidianas tan diversas como las culinarias o las prácticas rituales. Destacan por su calidad y relevancia las piezas de ajuar de mesa de barniz negro importadas de ámbitos áticos o itálicos y los pebeteros votivos representando a la diosa Deméter/Tanit.
Entre las actividades artesanales destaca el tejido asociado a las pesas de telar que denotan la existencia de telares verticales, y a fusayolas, asociadas a las prácticas de hilado. Además se explotaron minerales del entorno inmediato del asentamiento. La metalurgia también ocupó, pues, un lugar importante entre las actividades económicas del fortín, como se deduce de la presencia de lingotes de hierro, y hornos para obtener plata a partir de minerales de plomo según el proceso conocido como copelación.

## El Puntal dels Llops en el marco del territorio edetano
El territorio de la ciudad de Edeta (Tossal de Sant Miquel, Liria) estaba organizado a través de un modelo jerarquizado de organización política, económica y estratégico-militar de la que formaron parte diferentes núcleos habitados. Este modelo se organiza en torno a la ciudad de Edeta, núcleo principal, con un conjunto de aldeas, caseríos y otros núcleos de explotación agropecuaria del territorio. Finalmente, los fortines como el Puntal, son elementos de defensa y control. Su función estratégica queda bien definida por su ubicación en un lugar elevado, su amplia visibilidad, sus construcciones defensivas y su conexión visual con otros asentamientos similares.

## La destrucción del poblado
El Puntal se supone que fue abandonado apresuradamente a finales del siglo III a. C. o principios del siglo II a. C. Incendios y derrumbes acabaron por preservar todos los objetos y estructuras. La destrucción del poblado se relaciona con los cambios territoriales y políticos que llevaron a cabo los romanos durante la conquista de la península ibérica y que en esta zona tuvieron como consecuencia la desmembración del sistema defensivo y territorial edetano.

## Visita

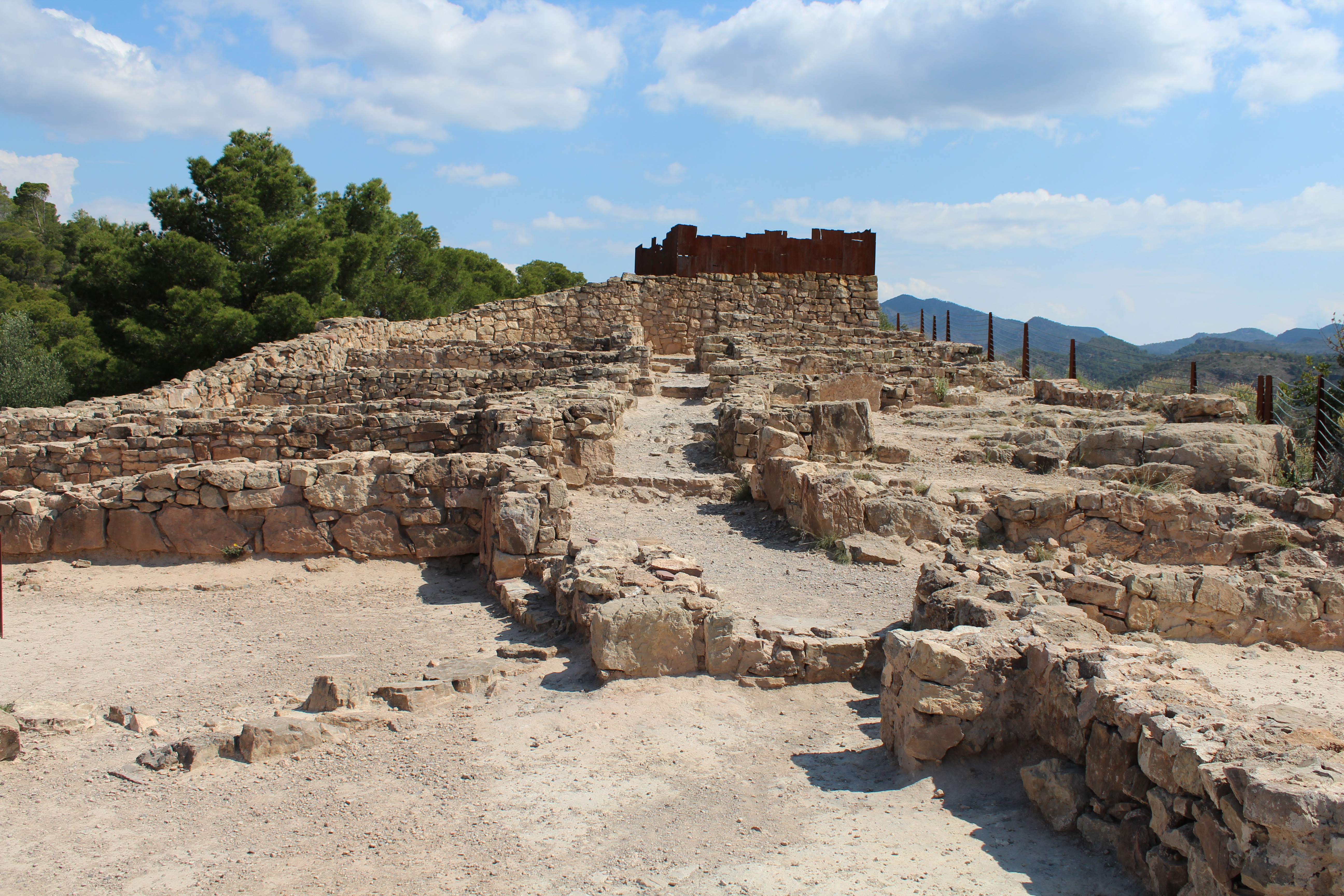
Calle y torre del asentamiento del Puntal dels Llops

El acceso al yacimiento arqueológico se realiza por un sendero que, partiendo de la carretera CV-25 a la altura del cementerio de Olocau, discurre por un espacio forestal bien conservado. Existe un servicio de visitas guiadas promovido por el Ayuntamiento de Olocau y el Museo de Prehistoria de Valencia, se recomienda contactar con los guías para acceder al yacimiento. Se ubica en terrenos del parque natural de la Serra Calderona, creado en 2002 por la Generalidad Valenciana.
El Museo de Prehistoria de Valencia expone los diversos de los objetos encontrados en el Puntal dels Llops. Una pequeña exposición se encuentra en la Casa de la Señoría de Olocau.